# Imperiul colonial german
Imperiul colonial german (germană: deutsches Kolonialreich) a constituit coloniile, dependențele și teritoriile de peste mări ale Germaniei imperiale. Unificat la începutul anilor 1870, cancelarul acestei perioade a fost Otto von Bismarck. Încercările de scurtă durată de colonizare de către statele germane individuale au avut loc în secolele precedente, dar eforturile coloniale cruciale au început abia în 1884, odată cu Lupta pentru Africa. Revendicând o mare parte din zonele necolonizate rămase din Africa, Germania a construit al treilea imperiu colonial ca mărime la acea vreme, după britanici și francezi. Imperiul Colonial German cuprindea părți ale mai multor țări africane, inclusiv părți din actualele Burundi, Rwanda, Tanzania, Namibia, Camerun, Gabon, Congo, Republica Centrafricană, Ciad, Nigeria, Togo, Ghana, Noua Guinee și multe altele din Pacificul de Vest. 
Germania a pierdut controlul asupra imperiului său colonial când a început Primul Război Mondial în 1914, în care toate coloniile sale au fost invadate de forțele aliate în primele săptămâni de război. Cu toate acestea, o serie de forțe militare coloniale au rezistat mai mult timp, trupele germane din Africa de Sud-Vest și Kamerun capitulându-se în 1915 și, respectiv, în 1916. În timp ce forțele conduse de Paul von Lettow-Vorbeck care luptau într-o campanie de gherilă în Africa de Est au legat trupele aliate până în 1918, predându-se abia după sfârșitul războiului. 
Imperiul colonial al Germaniei a fost confiscat oficial prin Tratatul de la Versailles după înfrângerea Germaniei în război și unde fiecare colonie a devenit un mandat al Societății Națiunilor sub supravegherea (dar nu proprietatea) uneia dintre puterile învingătoare. Imperiul colonial german a încetat să mai existe în 1919. 

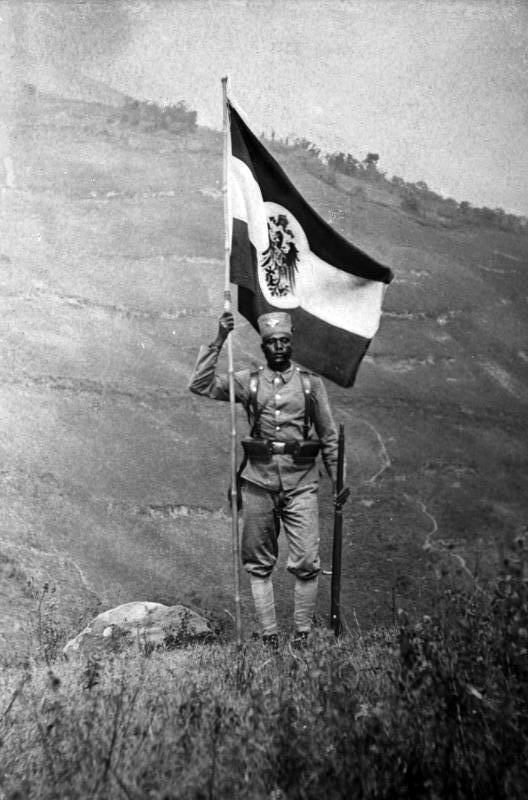
Un soldat Askari din Africa de Est care ține steagul colonial al Germaniei

Planurile de a-și recâștiga posesiunile coloniale pierdute au persistat pe parcursul celui de-al Doilea Război Mondial, mulți bănuind la acea vreme că acesta a fost un obiectiv al celui de-al Treilea Reich tot timpul.

## Originea

### Unificarea Germaniei
Până la unificarea lor din 1871, statele germane nu s-au concentrat pe dezvoltarea unei marine, iar acest lucru a împiedicat, în esență, participarea Germaniei la luptele imperialiste anterioare pentru un teritoriu colonial îndepărtat – așa-numitul „loc în soare”. Fără o flotă de apă albastră, o potențială putere colonială nu ar putea apăra, furniza sau face comerț cu dependențe de peste mări în mod fiabil. Germania părea destinată să se recupereze. Statele germane înainte de 1870 au păstrat structuri și obiective politice separate, iar politica externă germană până în epoca lui Otto von Bismarck (1815-1898; în funcție ca ministru de externe prusac între 1862 și 1890): concentrată pe rezolvarea „ problema germană” în Europa și privind asigurarea intereselor germane pe continent.Cu toate acestea, până în 1891 germanii erau în mare parte uniți sub stăpânirea prusacă.Ei au căutat, de asemenea, un stat „german” mai clar și au văzut coloniile ca pe o modalitate bună de a realiza acest lucru.

### Luptă pentru colonii

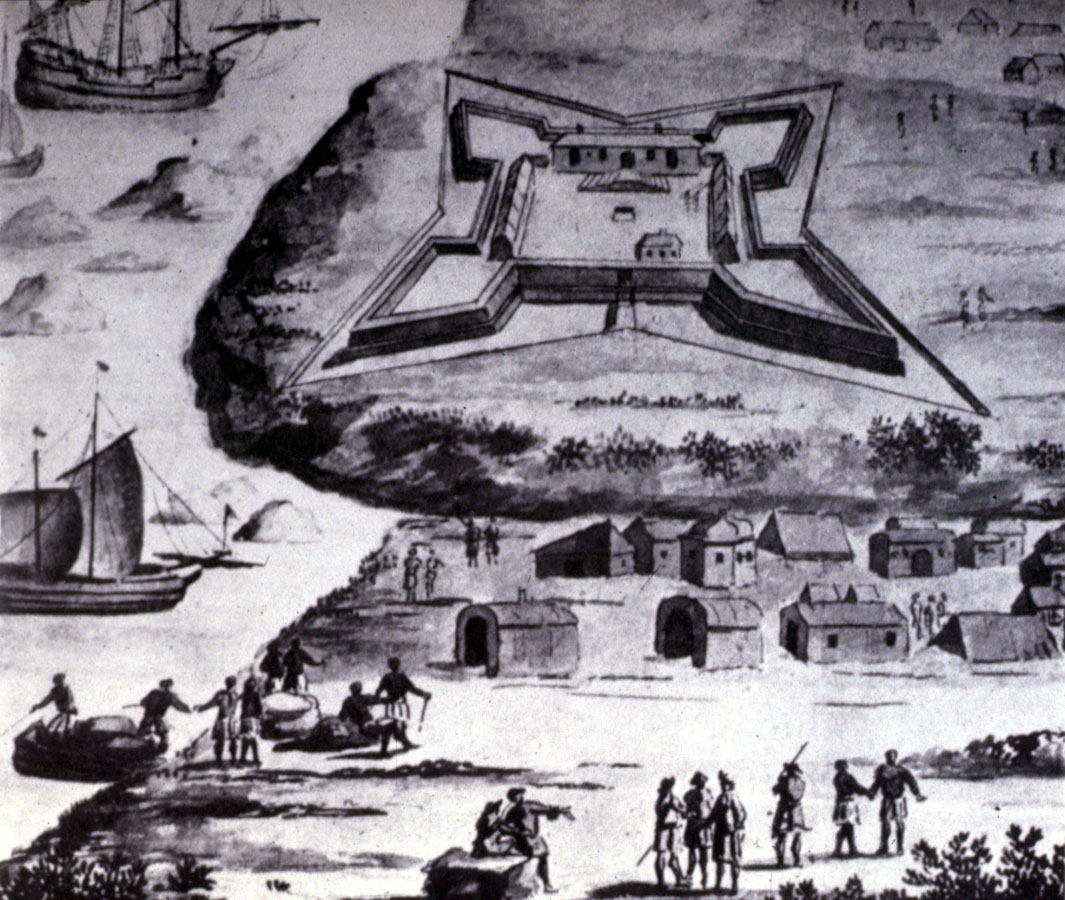
Groß-Friedrichsburg, o colonie Brandenburg (1683–1717) pe teritoriul Ghanei moderne

Opinia publică germană de la sfârșitul secolului al XIX-lea a văzut achizițiile coloniale ca un adevărat indiciu al dobândirii națiunii depline.Opinia publică a ajuns în cele din urmă la înțelegerea faptului că prestigioasele colonii din Africa și Pacific au mers mână în mână cu visele unei flote de mare liberă. Ambele aspirații aveau să devină realitate, alimentate de o presă plină de Kolonialfreunde [susținătorii achizițiilor coloniale] și de o multitudine de asociații geografice și societăți coloniale. Bismarck și mulți deputați din Reichstag, totuși, nu aveau niciun interes în cuceririle coloniale doar pentru a dobândi mile pătrate de teritoriu.
În 1844, aristocrații renani au încercat să înființeze o colonie germană în statul independent Texas, cu aproximativ 7400 de coloniști implicați. Aproximativ jumătate dintre coloniști au murit, iar afacerea sa dovedit un eșec total. Lipsa constantă de provizii și pământ nu a ajutat, iar anul următor Texas s-a alăturat Statelor Unite.

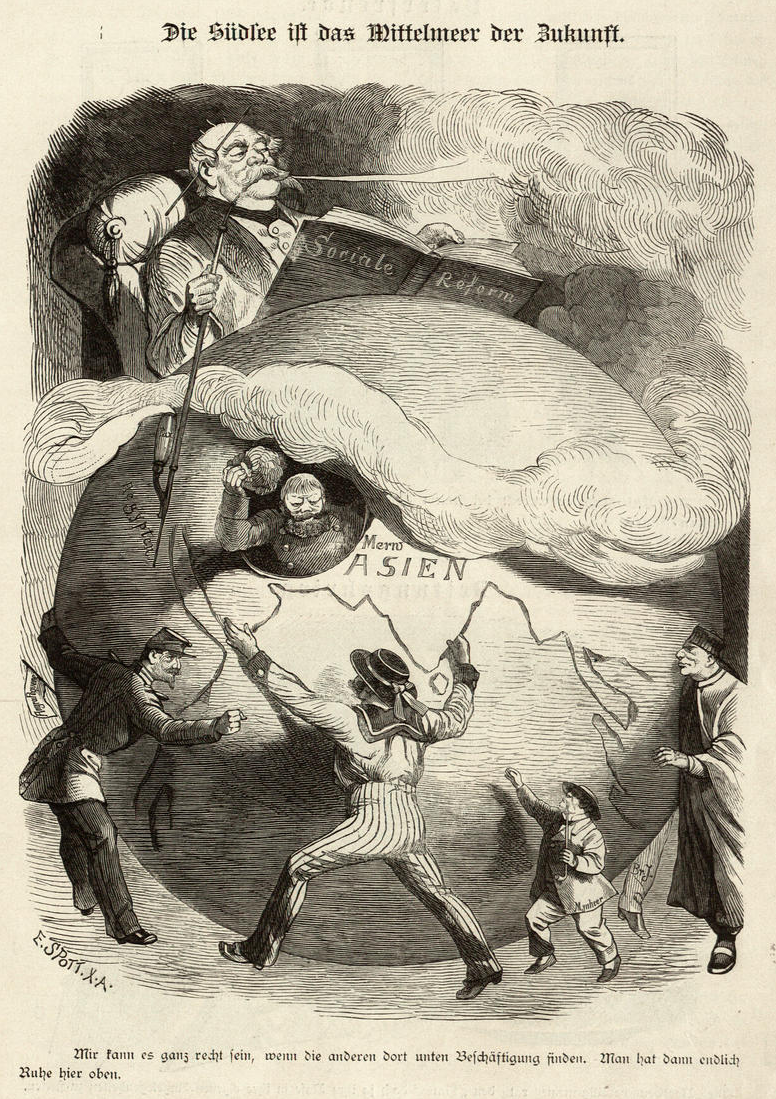
Caricatura Kladderadatsch, 1884. Bismarck este mulțumit că alte națiuni sunt ocupate „acolo jos”.

În esență, motivele coloniale ale lui Bismarck erau obscure - el spusese în mod repetat „... Nu sunt un om pentru colonii”și „a rămas la fel de disprețuitor ca niciodată față de toate visele coloniale”Cu toate acestea, în 1884, a consimțit la achiziționarea de colonii de către Imperiul German, pentru a proteja comerțul, a proteja materiile prime și piețele de export și pentru a profita de oportunitățile de investiții de capital, printre alte motive. Chiar în anul următor, Bismarck a renunțat la implicarea personală când „și-a abandonat impulsul colonial la fel de brusc și de întâmplător cum a început-o” - ca și cum ar fi comis o eroare de judecată care ar putea încurca substanța politicilor sale mai semnificative. „Într-adevăr, în 1889, Bismarck a încercat să predea Africa de Sud-Vest germană britanicilor. A fost, a spus el, o povară și o cheltuială și ar dori să pună în șa pe altcineva cu ea.”
Înainte de aceasta, germanii aveau tradiții de comerț străin pe mare, care datează din Liga Hanseatică; Emigranții germani curgeseră spre est în direcția litoralului baltic, Rusia și Transilvania și spre vest, spre Americi; iar comercianții și misionarii din Germania de Nord și-au arătat interesul pentru angajamentele de peste mări.Republicile hanseatice Hamburg și Bremen au trimis comercianți pe tot globul. Casele lor comerciale s-au comportat ca Privatkolonisatoren [colonizatori independenți] de succes, încheie tratate și achiziții de pământ în Africa și Pacific cu șefii și/sau alți lideri tribali. Aceste acorduri timpurii cu entitățile locale au stat mai târziu la baza tratatelor de anexare, sprijin diplomatic și protecție militară de către guvernul german.

## Achiziționarea coloniilor
Imperiul colonial german a început în jurul anului 1884, iar în acei ani au invadat mai multe teritorii din Africa: Africa de Est germană (inclusiv actuala Burundi, Rwanda și partea continentală a Tanzaniei); Africa de Sud-Vest germană (actuala Namibia), Camerunul german (inclusiv părți ale Camerunului actual, Gabon, Congo, Republica Centrafricană, Ciad și Nigeria); și Togoland (actualul Togo și părți din Ghana). Germania a fost, de asemenea, activă în Pacific, anexând o serie de insule care aveau să fie numite Noua Guinee Germană (parte din Noua Guinee de astăzi și mai multe grupuri de insule din apropiere). Regiunea de nord-est a Noii Guinee a fost numită Kaiser-Wilhelmsland, Arhipelagul Bismarck la est, aceasta conținea și două insule mai mari numite Noua Mecklenburg și Noua Pomerania, au dobândit și Insulele Solomon de Nord. Aceste insule au primit statutul de protectorat.

### Achiziții și administrare de terenuri ale companiei

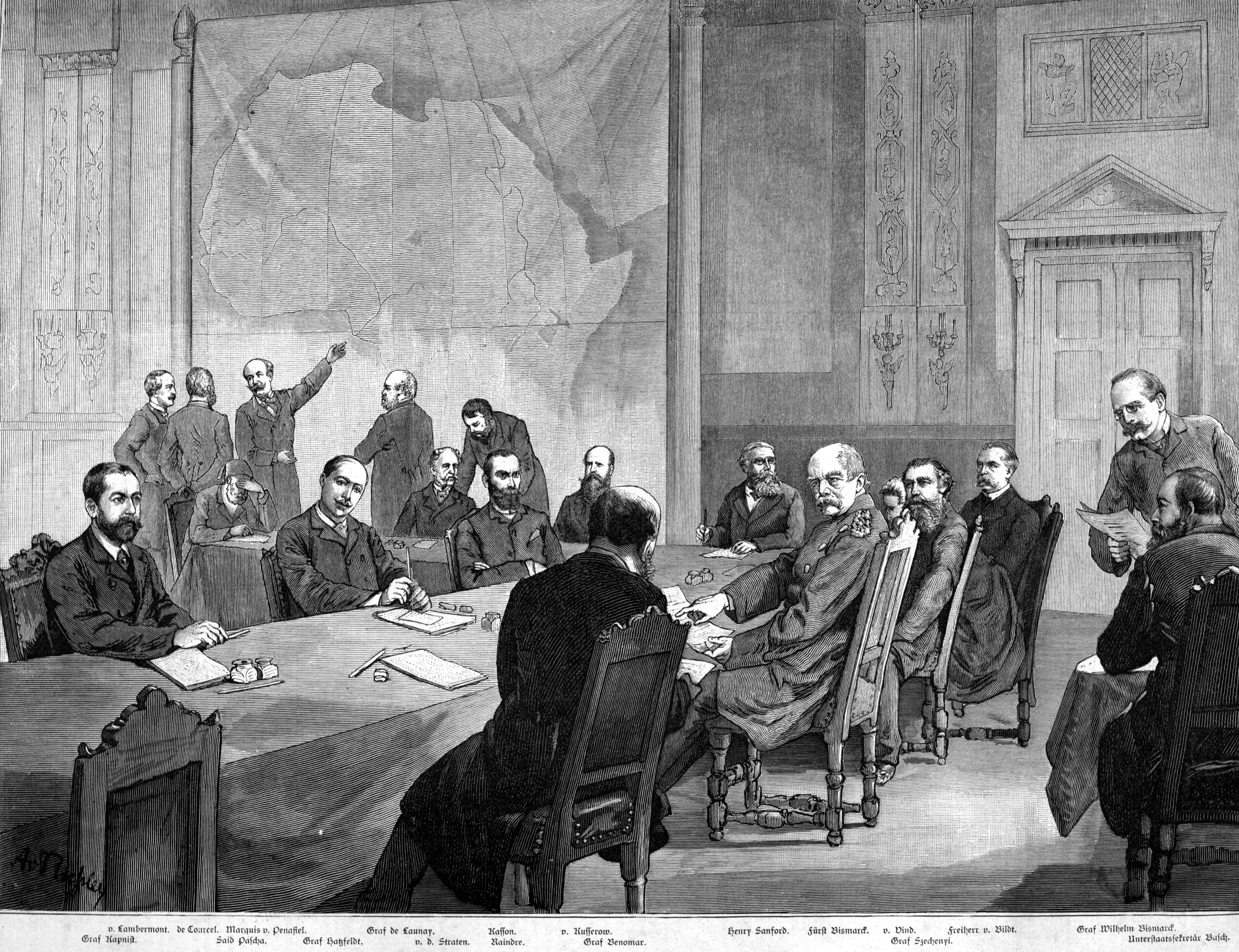
Conferința Congo 1884/1885 de la Berlin a pus bazele Luptei pentru Africa, diviziunea colonială a continentului.

Ascensiunea imperialismului și colonialismului german a coincis cu ultimele etape ale „Luptei pentru Africa” în timpul căreia indivizii germani întreprinzători, mai degrabă decât entitățile guvernamentale, au concurat cu alte colonii deja înființate și antreprenori colonialiști. Odată cu alăturarea germanilor în cursa pentru ultimele teritorii neexplorate din Africa și Pacific, care nu fuseseră încă rupte, competiția pentru colonii a implicat astfel națiuni europene importante și câteva puteri mai mici.
Efortul german a inclus primele întreprinderi comerciale în anii 1850 și 1860 în Africa de Vest, Africa de Est, Insulele Samoa și cartierul neexplorat de nord-est al Noii Guinee cu insule adiacente.Comercianții și comercianții germani au început să se stabilească în delta Camerunului african și pe coasta continentală vizavi de Zanzibar.[La Apia și așezările Finschhafen, Simpsonhafen și insulele Neu-Pommern și Neu-Mecklenburg, companiile comerciale nou fortificate cu credit au început extinderea în proprietatea de coastă.Au urmat mari achiziții interioare africane – mai ales în detrimentul locuitorilor nativi. În estul Africii, imperialistul și „omul de acțiune” Karl Peters a acumulat vaste suprafețe de pământ pentru grupul său de colonizare, „ieșind din tufiș cu semne X [apuse de șefii de trib fără litere] pe documente... pentru aproximativ 60 de mii. mile pătrate de proprietatea continentală a Sultanatului Zanzibar.”Astfel de misiuni de explorare necesitau măsuri de securitate care puteau fi rezolvate cu mici contingente private, armate recrutate în principal în Sudan și conduse de obicei de fosti militari aventurieri de rang inferior. Brutalitatea, spânzurarea și biciuirea au predominat în timpul acestor expediții de acaparare a pământului sub controlul lui Peters, precum și al altora, deoarece nimeni „nu deținea monopolul în maltratarea africanilor”.
Deoarece Bismarck a fost convertit la ideea colonială până în 1884, el a favorizat gestionarea terenurilor „închiriate” mai degrabă decât stabilirea unui guvern colonial din motive financiare.Deși cultivarea în zonele temperate a înflorit, dispariția și adesea eșecul întreprinderilor tropicale de teren joase au contribuit la schimbarea concepției lui Bismarck. El a acceptat fără tragere de inimă cererile de ajutor pentru a face față revoltelor și ostilităților armate ale conducătorilor adesea puternici ale căror activități lucrative de sclavie păreau în pericol. Forțele militare germane native s-au angajat inițial în zeci de expediții punitive pentru a-i reține și pedepsi pe luptătorii pentru libertate, uneori cu asistență britanică.Autorul Charles Miller oferă teoria conform căreia germanii aveau handicapul de a încerca să colonizeze zonele africane locuite de triburi agresive,în timp ce vecinii lor coloniali aveau să se confrunte cu popoare mai docile. La acea vreme, înclinația germană de a acorda prioritate mușchilor față de răbdare a contribuit la neliniștea continuă. Câteva dintre coloniile africane au rămas butoaie de pulbere în toată această fază (și mai departe). Tranziția la acceptarea oficială a colonialismului și la guvernarea colonială a avut loc astfel în ultimul trimestru al mandatului lui Bismarck.

### Creștere

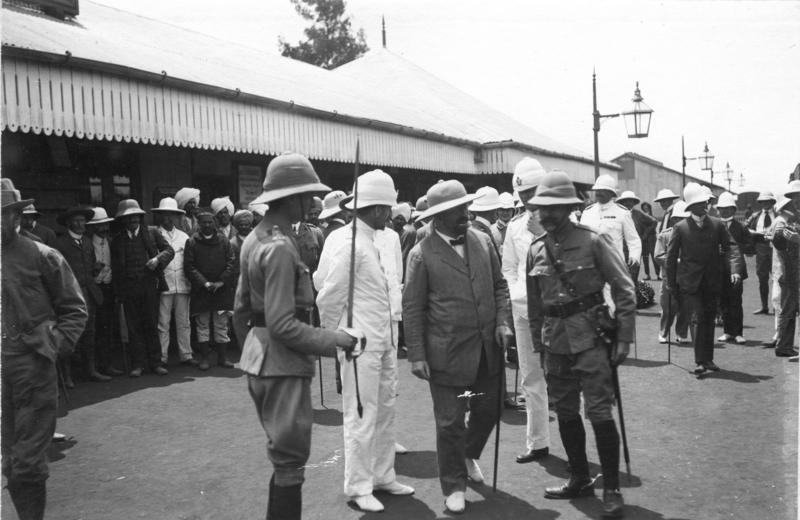
Secretarul german pentru colonii Bernhard Dernburg (al doilea de la dreapta) într-o inspecție în Africa de Est, cu oficiali britanici la Nairobi în 1907.

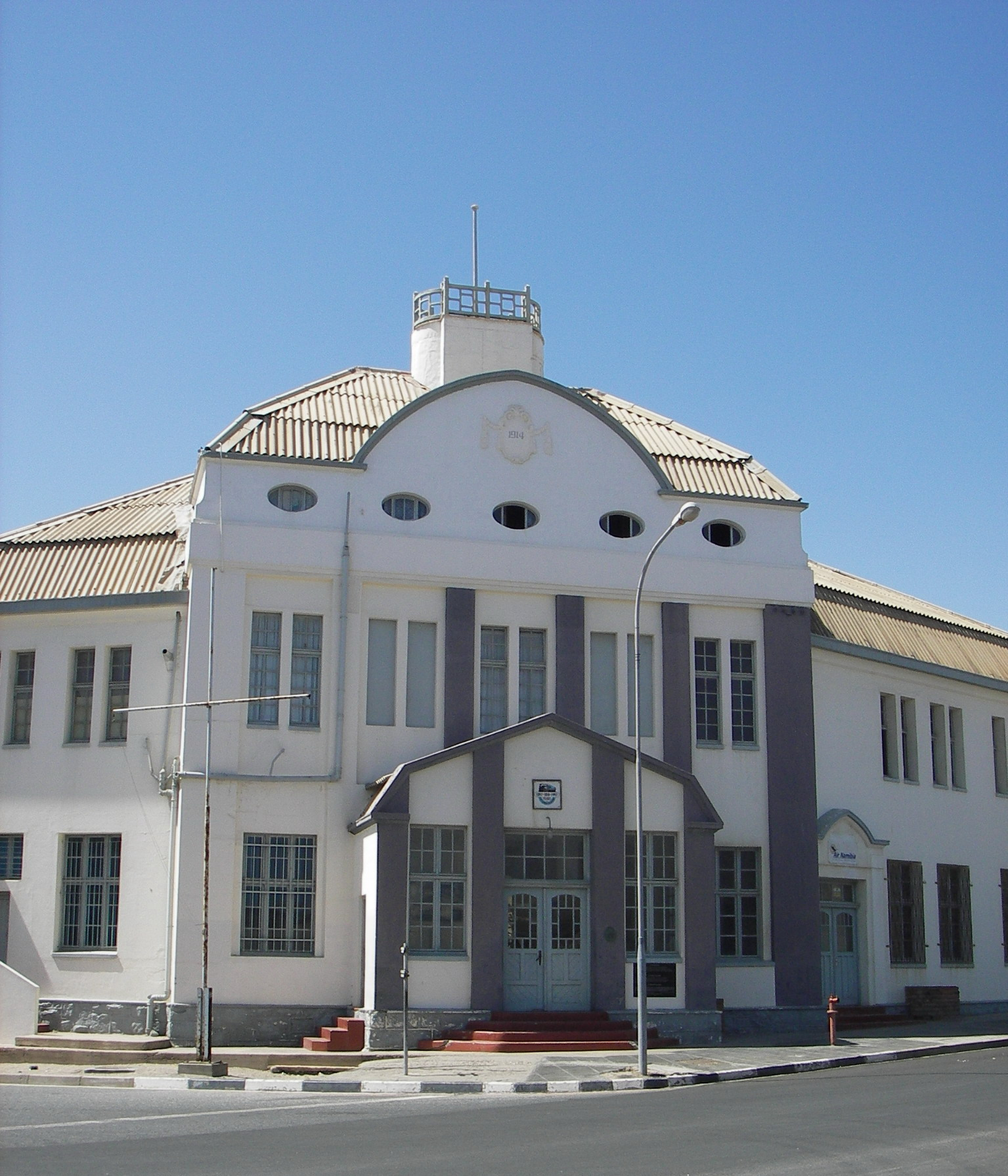
Gara din Lüderitz, Namibia, 2006

În primii ani ai secolului al XX-lea, liniile maritime au stabilit servicii regulate cu cale frigorifice și produse agricole din colonii, fructe exotice și mirodenii, au fost vândute publicului din Germania. Coloniile au fost romantizate. Geologii și cartografii au explorat care erau regiunile nemarcate pe hărțile europene, identificând munți și râuri și delimitând granițele. Hermann Detzner și un căpitan Nugent, R.A., s-au ocupat de un proiect comun de delimitare a frontierelor britanice și germane ale Camerunului, care a fost publicat în 1913.Călătorii și reporterii din ziare au adus povești despre băștinași negri și maro care servesc managerii și coloniștii germani. În unele protectorate au existat, de asemenea, suspiciuni și rapoarte de abatere colonială, corupție și brutalitate, iar misionarii luterani și romano-catolici au trimis rapoarte tulburătoare la sediul misiunii lor din Germania.
Eforturile diplomatice coloniale germane au rămas inspirate din punct de vedere comercial, „economia colonială prospera... iar drumurile, căile ferate, transporturile maritime și comunicațiile telegrafice erau la îndemână.”Revizuirea aparatului administrativ colonial a pregătit astfel scena pentru finalul și cea mai promițătoare perioadă a colonialismului german.Declarația lui Bernhard Dernburg că populația indigenă din protectorate „era cel mai important factor din coloniile noastre” a fost afirmată de noi legi. Folosirea muncii forțate, neremunerate, a devenit o infracțiune penală.Guvernatorul Wilhelm Solf al Samoei i-ar numi pe insulari „unsere braunen Schützlinge” [protejații noștri maro], care ar putea fi îndrumați, dar nu forțați.Heinrich Schnee din Africa de Est a proclamat că „trăsătura dominantă a administrației mele va fi... bunăstarea nativilor încredințați în grija mea.”Idealiștii s-au oferit adesea voluntari pentru selecție și numire în posturi guvernamentale, în timp ce alții cu un Înclinația antreprenorială s-a străduit să mărească dividendele acasă pentru casele comerciale și liniile maritime hanseatice. Istoricii ulterioare ar lăuda colonialismul german din acei ani drept „un motor al modernizării cu efecte de anvergură pentru viitor.” Populația nativă a fost forțată să încheie tratate inegale de către guvernele coloniale germane. Acest lucru a făcut ca triburile locale și nativii să-și piardă influența și puterea și, în cele din urmă, i-a forțat pe unii dintre ei să devină muncitori sclavi. Deși sclavia a fost parțial scoasă în afara legii în 1905 de către Germania, aceasta a provocat o mare resentimente și a dus în cele din urmă la revolte ale populației native [necesită o explicație suplimentară]. Rezultatul au fost câteva campanii militare și genocide ale germanilor împotriva băștinașilor.A fost preconizată subjugarea politică și economică a lui Herero și Nama. Atât autoritățile coloniale, cât și coloniștii erau de părere că africanii nativi urmau să fie o clasă inferioară, pământul lor a fost confiscat și predat coloniștilor și companiilor, în timp ce populația rămasă urma să fie pusă în rezervații; germanii plănuiau să facă o colonie locuită predominant de albi: o „nouă Germanie africană”.
Comercianții stabiliți și operatorii de plantații din coloniile africane au reușit frecvent să influențeze politicile guvernamentale. Investițiile de capital ale băncilor au fost asigurate cu fonduri publice ale trezoreriei imperiale pentru a minimiza riscul. Dernburg, ca fost bancher, a facilitat o astfel de gândire; și-a văzut însărcinarea de a transforma și coloniile în propuneri plătitoare. Fiecare protectorat african a construit linii de cale ferată către interior, fiecare colonie din Africa și Pacific a stabilit începuturile unui sistem de școli publice,și fiecare colonie a construit și a dotat spitale.Orice au construit germanii în coloniile lor a fost făcut să reziste.

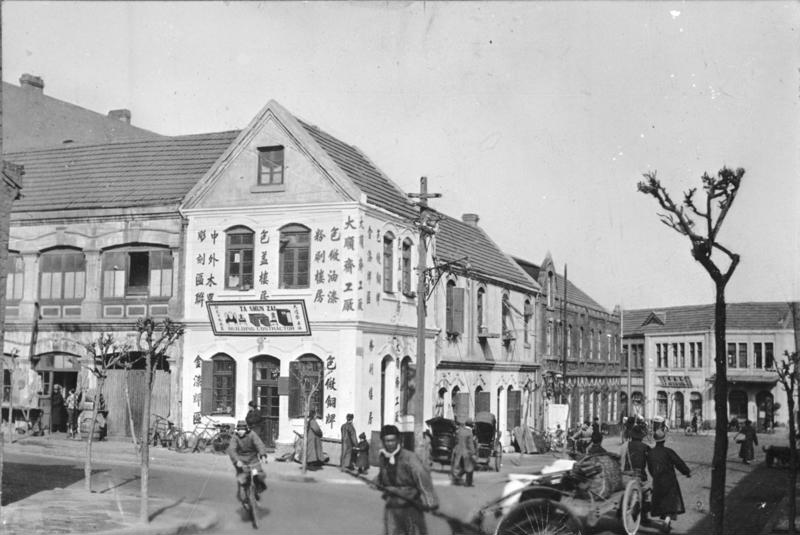
Qingdao cu clădiri germane, c. 1900

Dar es Salaam a evoluat în „orașul vitrine al întregii Africii tropicale”Lomé a devenit „cel mai frumos oraș din vestul Africii”, iar Tsingtao, China a fost „în miniatură, un oraș la fel de german ca Hamburg. sau Bremen”.Pentru populațiile indigene din unele colonii au fost încurajate și sprijinite exploatațiile agricole native.

## Sfășitul Imperiului Colonial German

### Cucerirea în Primul Război Mondial

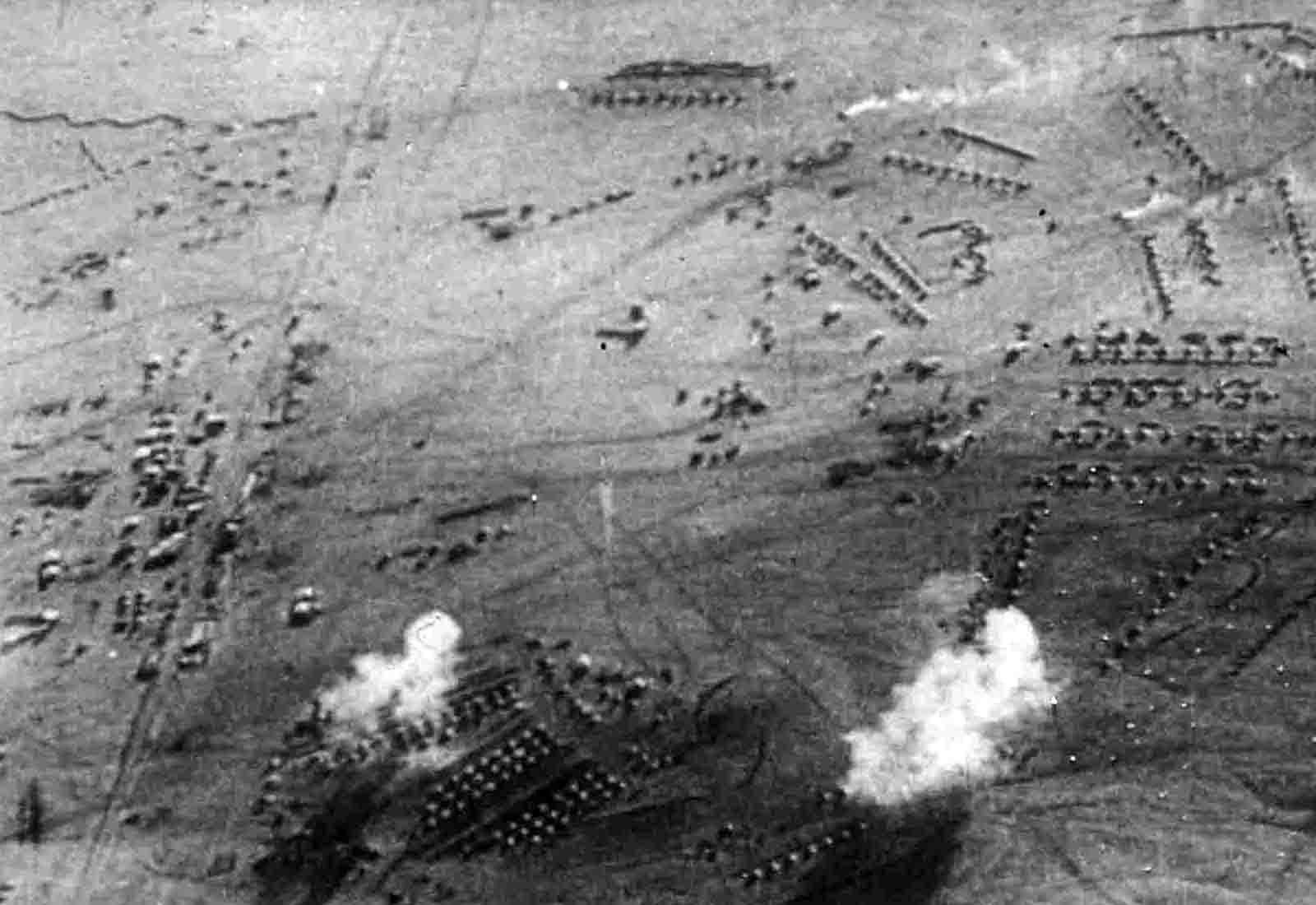
Locotenent austriac, Paul Fiedler, bombardează o tabără militară sud-africană de la gara din Tschaukaib, Africa de Sud-Vest germană, decembrie 1914

În anii dinaintea izbucnirii Războiului Mondial, ofițerii coloniali britanici îi considerau pe germani deficienți în „aptitudine colonială”, dar „a căror administrație colonială era totuși superioară celei din celelalte state europene”.[46] Problemele coloniale anglo-germane din deceniul de dinainte de 1914 au fost minore și ambele imperii, britanic și german, au luat atitudini conciliante. Secretarul de Externe Sir Edward Grey, considerat încă moderat în 1911, era dispus să „studieze harta Africii într-un spirit pro-german”.Marea Britanie a recunoscut în continuare că Germania avea într-adevăr puțină valoare de oferit în tranzacțiile teritoriale; totuși, sfaturile lui Gray și primului ministru H. H. Asquith s-au întărit până la începutul anului 1914 „pentru a opri tendința a ceea ce consilierii considerau că a luat Germania și dăruirea Marii Britanii.”
Odată ce războiul a fost declarat la sfârșitul lui iulie 1914, Marea Britanie și aliații săi s-au mutat prompt împotriva coloniilor. Publicul a fost informat că coloniile germane sunt o amenințare, deoarece „Fiecare colonie germană are o stație wireless puternică – vor vorbi între ei peste mări și, cu fiecare ocazie, [navele germane] vor fugi de pe acoperiș pentru a ne distruge comerțul. , și poate, pentru a ataca coastele noastre.”Poziția britanică conform căreia Germania era o putere colonială unică brutală și crudă a apărut în timpul războiului; nu fusese spus în timp de pace.Coloniile germane de peste mări au început să cadă una câte una în fața forțelor aliate. Primul care a mers a fost Togoland la britanici, apoi Dahomey la francezi, apoi Camerunul la forțele aliate. Coloniile Germaniei au dus o luptă puternică, dar până în 1916 Germania și-a pierdut toate coloniile. Germania și-a pierdut toate coloniile de peste mări din cauza lipsei de forțe în comparație cu inamicul său.
În Pacific, aliatul Marii Britanii, Japonia, a declarat război Germaniei în 1914 și a capturat rapid câteva dintre coloniile insulare ale Germaniei, Insulele Mariana, Caroline și Marshall, fără o rezistență practic. Unul dintre motivele pentru care aceste colonii au căzut atât de ușor este din cauza plecării flotei amiralului von Spee. În alte părți ale Pacificului Samoa de Vest, o altă colonie germană a căzut fără luptă în fața unei forțe din Noua Zeelandă. Mai târziu, invazia australiană a Neu-Pommern i-a învins pe germani care au ocupat întreaga colonie în câteva săptămâni.
J.C. Smuts din Africa de Sud, aflat acum în micul cabinet de război al Marii Britanii, a vorbit despre scheme germane pentru puterea mondială, militarizarea și exploatarea resurselor, indicând că Germania amenința însăși civilizația occidentală. În timp ce se spunea propagandă despre ambele părți, aici, în Africa, Germania a văzut o înfrângere zdrobitoare. A fost în Togoland unde germanii au fost rapid depășiți numeric, lăsându-i să fugă din capitală, ceea ce a dus la o mare urmărire a forțelor germane de către armatele aliate, ducând la eventuala capitulare a forțelor germane pe 26 august 1914. Avertismentele lui Smuts au fost repetate în presă. . Ideea a început să nu fie returnate în Germania după război.[51] Aceste înfrângeri de pe tot globul unei puteri coloniale au dovedit oamenilor din lume că aceste imperii vaste nu erau invincibile și că într-o zi ar putea fi răsturnate. Această cădere a Germaniei imperiale a fost începutul sfârșitului pentru colonialism.

### Confiscarea
Imperiul de peste mări al Germaniei a fost demontat în urma înfrângerii din Primul Război Mondial. Odată cu încheierea Tratatului de la Versailles, articolul 22, coloniile germane au fost transformate în mandate ale Societății Națiunilor și împărțite între Belgia, Regatul Unit și anumite dominioane britanice, Franța și Japonia cu hotărârea de a nu vedea niciunul dintre ei returnat  Germaniei— o garanție garantată de articolul 119.
În Africa, Regatul Unit și Franța au împărțit Kamerunul german (Camerun) și Togolanda. Belgia a câștigat Ruanda-Burundi în nord-vestul Africii de Est germane, Regatul Unit a obținut de departe cea mai mare masă de pământ a acestei colonii, câștigând astfel „veriga lipsă” în lanțul posesiunilor britanice care se întindea din Africa de Sud până în Egipt (Cap la Cairo) și Portugalia a primit Triunghiul Kionga, o fărâmă din Africa de Est germană. Africa de Sud-Vest germană a fost preluată sub mandat de către Uniunea Africii de Sud.În ceea ce privește populația de 12,5 milioane de oameni în 1914, 42 la sută au fost transferate în mandatele Marii Britanii și al stăpânirilor sale. 33% în Franța și 25% în Belgia.
În Pacific, Japonia a câștigat insulele Germaniei la nord de ecuator (Insulele Marshall, Caroline, Mariana, Insulele Palau) și Kiautschou în China. Samoa Germană a fost repartizată în Noua Zeelandă; Noua Guinee Germană, Arhipelagul Bismarck și Nauru au mers în Australia ca mandate.
Plasarea britanicilor a responsabilității surogat pentru fostele colonii germane pe stăpâniile coloniștilor albi a fost la acea vreme considerată a fi cea mai convenabilă opțiune pentru guvernul britanic - și o recompensă adecvată pentru că Dominions și-au îndeplinit „serviciul imperial mare și urgent” prin intervenție militară. la ordinul și pentru Marea Britanie.Însemna, de asemenea, că coloniile britanice aveau acum colonii proprii - care a fost foarte mult influențată la procedurile de la Paris de către W.M. Hughes, William Massey și Louis Botha, primii miniștri din Australia, Noua Zeelandă și Africa de Sud.Principiul „autodeterminării” încorporat în pactul Societății Națiunilor nu a fost considerat a se aplica acestor colonii și a fost „considerat ca lipsit de sens”.Pentru a „atenua suspiciunile președintelui [Woodrow] Wilson asupra imperialismului britanic”, sistemul de „mandate” a fost elaborat și aprobat de către Cabinetul de Război Britanic (cu francezii și italienii în remorche),un dispozitiv prin care a cucerit inamicul. teritoriul ar fi deținut nu ca o posesie, ci ca „trusturi sacre”.Dar „departe de a avea în vedere eventuala independență a [fostelor] colonii germane, oamenii de stat aliați de la Conferința de la Paris au considerat anul 1919 ca reînnoirea, nu sfârșitul, a unei ere imperiale.”În deliberări, „Cabinetul de război britanic a avut încredere”. că nativii de pretutindeni ar opta pentru stăpânirea britanică”; totuși, cabinetul a recunoscut „necesitatea de a dovedi că politica sa față de coloniile germane nu a fost motivată de mărire”, deoarece Imperiul era văzut de America ca o „caracatiță devoratoare de pământ”cu un „apetit teritorial vorace”.

### Epilog

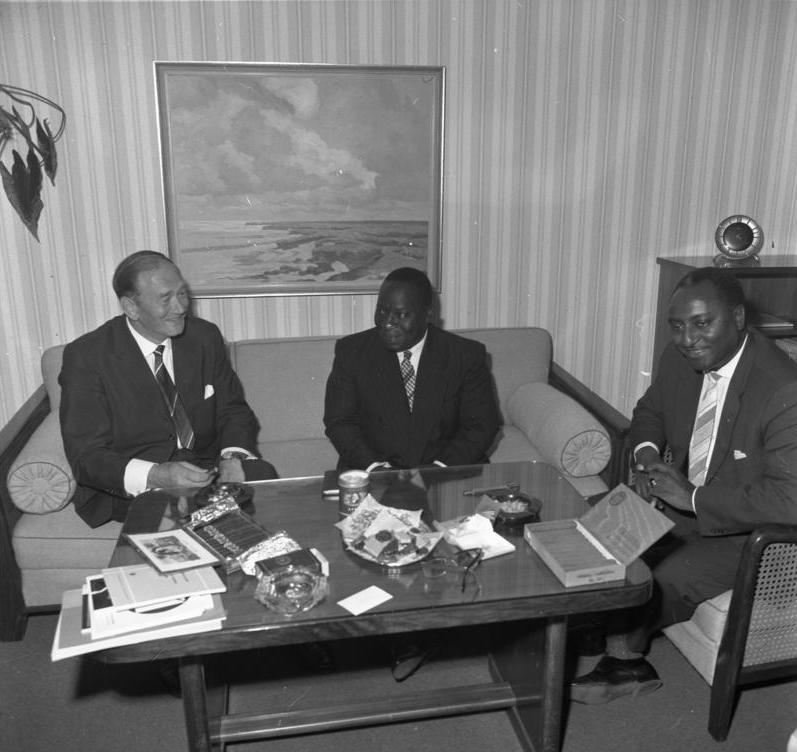
Viceministrul vest-german al muncii, Wilhelm Claussen (stânga), cu Paul Armegee, ministrul transporturilor din Togo, la Bonn, 1961

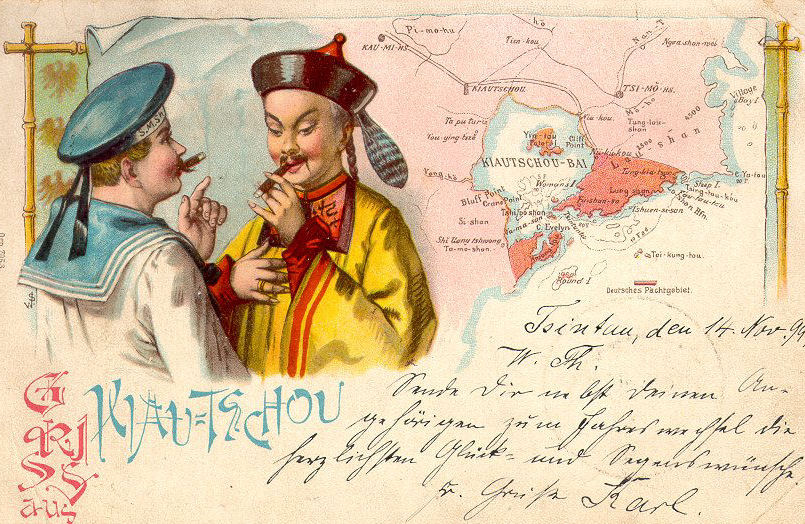
Carte poștală colonială din Qingdao

Președintele Wilson a văzut în Liga Națiunilor „un „administrator rezidual” pentru coloniile [germane]” capturate și ocupate de „cuceritori rapitori”.Învingătorii au păstrat posesiunile germane de peste mări și au făcut acest lucru cu convingerea că dominația australiană, belgiană, britanică, franceză, japoneză, neozeelandeză, portugheză și sud-africană era superioară celei Germaniei.Câteva decenii mai târziu, în timpul prăbușirii imperiilor coloniale existente atunci, africanii și asiaticii au citat aceleași argumente care au fost folosite de Aliați împotriva dominației coloniale germane - acum ei au cerut pur și simplu „să rămână de unul singur”. 
În anii 1920, unii indivizi și Societatea Colonială Germană au luptat pentru ideea de colonialism. Așezarea în Africa nu a fost populară și nu a fost un accent pentru Hitler. Înființată în 1936, Reichskolonialbund sub conducerea lui Franz Ritter von Epp a absorbit toate organizațiile coloniale și a fost menită să ridice sentimente pro-coloniale, interesul public pentru fostele colonii germane și să participe la agitația politică. Cu toate acestea, odată cu declanșarea celui de-al Doilea Război Mondial organizația a intrat într-un declin, înainte de a fi desființată prin decret în 1943 pentru „activitate irelevantă pentru război”. 
Nu există aproape nicio legătură specială între Germania modernă și fostele ei colonii; de exemplu, nu există o ligă postcolonială comparabilă cu Commonwealth-ul Britanic al Națiunilor sau cu Francofonia franceză. În contrast puternic cu franceza și engleza, ambele fiind vorbite pe scară largă pe continent de către cei de origine africană și europeană, limba germană nu este o limbă semnificativă în Africa, chiar și în fostele colonii - deși este vorbită de o minoritate semnificativă de populația Namibiei. Germania cooperează economic și cultural cu multe țări din Africa și Asia, independent de istoria colonială. 

## Administrație și politici coloniale

Diagrama politică a Imperiului German și a coloniilor sale

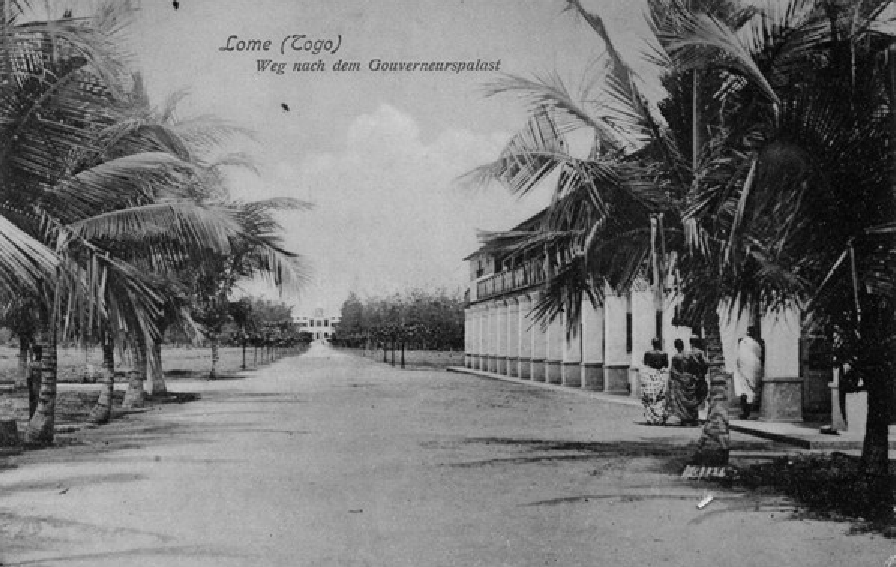
Drumul către palatul guvernatorului din Togo, 1904

Succesorul lui Bismarck în 1890, Leo von Caprivi, a fost dispus să mențină povara colonială a ceea ce exista deja, dar s-a opus noilor întreprinderi.[66] Alții care l-au urmat, în special Bernhard von Bülow, în calitate de ministru de externe și cancelar, au sancționat achiziția coloniilor din Oceanul Pacific și au oferit o asistență substanțială de trezorerie protectoratelor existente pentru a angaja administratori, agenți comerciali, geodeți, „pășitori” locali și colectori de taxe. Kaiserul Wilhelm al II-lea a înțeles și a deplâns poziția națiunii sale ca adepți coloniali mai degrabă decât lideri. Într-un interviu cu Cecil Rhodes în martie 1899, el a afirmat clar presupusa dilemă: „... Germania și-a început foarte târziu întreprinderea colonială și, prin urmare, a fost în dezavantajul de a găsi toate locurile dezirabile deja ocupate.”

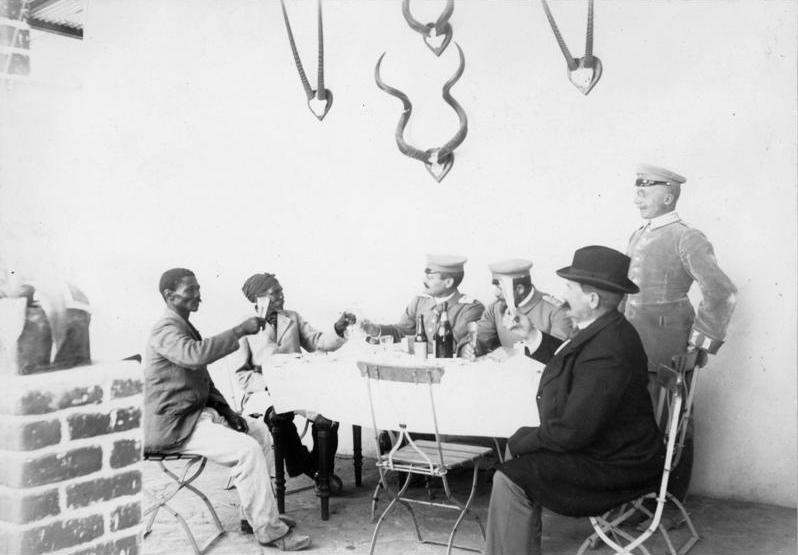
Hendrik Witbooi cu guvernatorul german Theodor Leutwein al Africii de Sud-Vest (toastând unul altuia), 1896

Coloniștii germani au inclus oameni precum Carl Peters care au brutalizat populația locală.
Cu toate acestea, Germania a asamblat un imperiu de peste mări în Africa și Oceanul Pacific (vezi Lista fostelor colonii germane) în ultimele două decenii ale secolului al XIX-lea; „crearea imperiului colonial al Germaniei s-a desfășurat cu un minim de fricțiuni.”  Achiziția și extinderea coloniilor s-au realizat într-o varietate de moduri, dar în principal prin dominație mercantilă și pretexte care au fost întotdeauna economice. Au urmat acorduri și tratate cu alte puteri sau interese coloniale și achiziții simple de pământ sau grupuri insulare.Doar Togolanda și Samoa germană au devenit profitabile și autosuficiente; bilanțul coloniilor în ansamblu a relevat o pierdere fiscală netă pentru imperiu.În ciuda acestui fapt, conducerea de la Berlin a angajat națiunea în sprijinul financiar, întreținerea, dezvoltarea și apărarea acestor posesiuni.

### Populația colonială germană

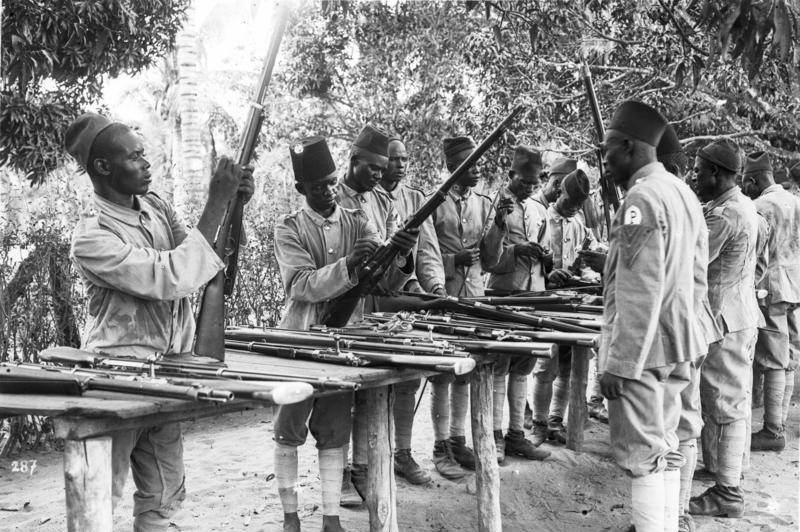
Trupele Askari în Africa de Est germană, c. 1906

Olandezii din Pennsylvania care au emigrat în America în secolele al XVII-lea și al XVIII-lea au fost refugiați religioși din Războiul de 30 de ani, care a devastat statele germane între 1616-1648, mai degrabă decât coloniștii coloniali. Germantown, Pennsylvania, a fost fondată în 1684 și 65.000 de germani au debarcat doar în Philadelphia între 1727 și 1775 și mai mult în alte porturi americane. Peste 950.000 de germani au imigrat în SUA în anii 1850 și 1.453.000 în anii 1880, dar aceștia erau migranți personali, fără legătură cu Imperiul German (creat în 1871) și cu planurile coloniale ulterior. Coloniile Imperiului erau în primul rând regiuni comerciale și de plantații și nu au atras un număr mare de coloniști germani.Marea majoritate a emigranților germani au ales America de Nord ca destinație și nu coloniile – din 1.085.124 de emigranți între 1887 și 1906, 1.007.574 s-au îndreptat către Statele Unite. Când guvernul imperial ia invitat pe cei 22.000 de soldați mobilizați pentru a-i supune pe hereros să se stabilească în Africa de Sud-Vest germană și a oferit ajutor financiar, doar 5% au acceptat.
Populația colonială germană era de 5.125 în 1903 și aproximativ 23.500 în 1913.[72] Populația colonială germană de dinainte de Primul Război Mondial era formată din 19.696 de germani din Africa și coloniile din Pacific în 1913, inclusiv peste 3.000 de polițiști și soldați, și 3.806 în Kiaochow (1910), dintre care 2.275 erau personal naval și militar.În Africa (1913), 12.292 de germani trăiau în Africa de Sud-Vest, 4.107 în Africa de Est germană și 1.643 în Camerun.În coloniile din Pacific, în 1913, erau 1.645 de germani.După 1905 a fost adoptată o interdicție a căsătoriei, interzicând cuplurile mixte între populația germană și populația nativă din Africa de Sud-Vest, iar după 1912 în Samoa.
După Primul Război Mondial, militarii și „persoanele nedorite” au fost expulzați din protectoratele germane. În 1934, fostele colonii erau locuite de 16.774 de germani, dintre care aproximativ 12.000 trăiau în fosta colonie din Africa de Sud-Vest. Odată ce noii proprietari ai coloniilor au permis din nou imigrarea din Germania, numărul a crescut în anii următori peste totalul de dinainte de Primul Război Mondial.

### Medicină și știință

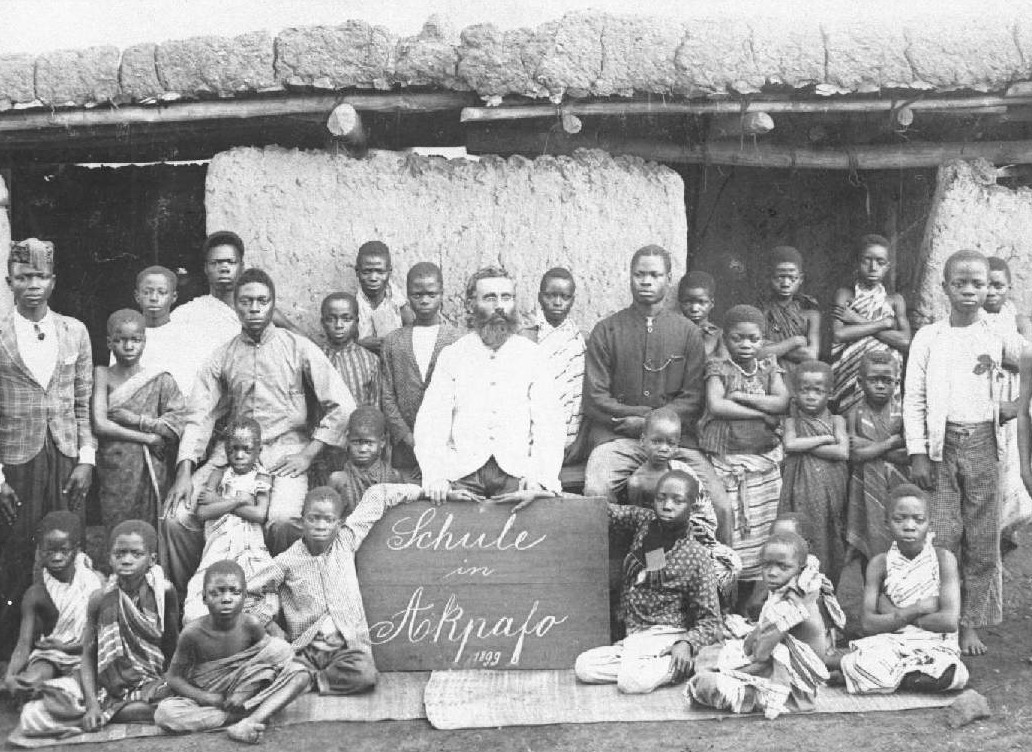
Școala misionară din Germania de Nord din Togo, 1899

În coloniile ei din Africa și Marea de Sud, Germania a stabilit diverse stații biologice și agricole. Specialiștii personalului și grupul universitar ocazional în vizită au efectuat analize de sol, au dezvoltat hibrizi de plante, au experimentat cu îngrășăminte, au studiat dăunătorii legumelor și au susținut cursuri de agronomie pentru coloniști și nativi și au îndeplinit o serie de alte sarcini. Operatorii germani de succes în plantații și-au dat seama de beneficiile cercetării științifice sistematice și și-au instituit și întreținut propriile stații cu propriul personal, care s-a angajat în continuare în explorarea și documentarea faunei și florei native.
Cercetarea bacteriologilor Robert Koch și Paul Ehrlich și a altor oameni de știință a fost finanțată de vistieria imperială și a fost împărtășită în mod liber cu alte națiuni. Peste trei milioane de africani au fost vaccinați împotriva variolei.Medicii din întreaga lume au beneficiat de munca de pionierat în bolile tropicale, iar descoperirile farmaceutice germane „au devenit o terapie standard pentru boala somnului și febra recidivă. Prezența germană (în Africa) a fost vitală pentru realizări semnificative în medicină și agricultură.
Până la sfârșitul anilor 1880, medicii germani au identificat bolile venerice drept o amenințare pentru sănătatea publică pentru Germania și coloniile sale. Pentru a lupta împotriva ei în Germania, medicii au folosit biopolitica pentru a educa și a reglementa corpurile victimelor probabile. Campaniile de propagandă nu au funcționat bine în colonii, așa că au impus un grad mult mai mare de supraveghere și constrângere asupra unor grupuri vizate, cum ar fi prostituate.

### Rebeliuni și genocide
Pentru a reprima disidența, Legea presei coloniale germane (intrată în vigoare între anii 1906 - 1912) a ținut presa colonială sub control, prin cenzură și interzicerea publicațiilor neautorizate. Cu toate acestea, în Togoland⁠(en)[traduceți], scriitorii africani au evitat legea, publicând articole critice în colonia adiacentă a Coastei de Aur britanice. În acest proces, au construit o rețea internațională de simpatizanți. Au apărut în presa scrisă din toată Germania informații despre revoltele Herero⁠(en)[traduceți] dintre anii 1904 - 1908 în Africa de Sud-Vest Germană⁠(en)[traduceți] (Namibia de astăzi), unde în intervențiile militare a pierit între 50% și 70% din populația Herero și Namaqua⁠(en)[traduceți], cunoscută sub numele de Genocidul Herero și Namaqua⁠(en)[traduceți]. Reprimarea rebeliunii Maji Maji⁠(en)[traduceți] din Africa de Est Germană dintre anii 1905 - 1907 a fost documentată în mod activ. Un val de sentiment anticolonial a început să capete amploare în Germania și a dus la o mare prezență la vot la așa-numitele „alegeri hotentote” pentru Reichstag din anul 1906. Guvernul conservator Bülow abia a supraviețuit acestor alegeri, însă în ianuarie 1907, nou-alesul Reichstag a impus o „revizuire completă” a serviciului colonial. Bernhard Dernburg, un fost bancher din Darmstadt, a fost numit noul secretar al biroului colonial. Vinovații au fost înlăturați sumar din funcție și înlocuiți de o nouă generație de funcționari publici coloniali eficienți și mai umani. Însă în Togoland, germanii au continuat să folosească munca forțată a africanilor și pedepse dure pentru insubordonare.
În timpul genocidului Herero, Eugen Fischer, un om de știință german, a venit în lagărele de concentrare pentru a efectua experimente medicale pe rasă, folosind ca subiecți de testare copii de oameni Herero și Namaqua și copii mulatri ai femeilor Herero/Namaqua și ai bărbaților germani, majoritatea covârșitoare a lor fiind rezultați în urma violurilor. Împreună cu Theodor Mollison, el a experimentat și asupra prizonierilor de război Herero. Aceste experimente au inclus sterilizarea, injectarea cu variolă, tifos, precum și cu bacilii Koch ai tuberculozei. Numeroasele cazuri de descendență mixtă au iritat administrația colonială germană, care era preocupată de menținerea „purității rasiale”. Eugen Fischer a studiat 310 copii mulatri, numindu-i „nemernicii Rehoboth” de „calitate rasială inferioară”. Fischer i-a supus, de asemenea, la numeroase teste rasiale, cum ar fi măsurători ale craniului și a corpului și examinări ale ochilor și părului. În încheierea studiilor sale, el a susținut genocidul presupuselor „rase inferioare”, afirmând că „oricine gândește temeinic noțiunea de rasă, nu poate ajunge la o concluzie diferită”. Acțiunile științifice ale lui Fischer (la momentul considerat) și chinul copiilor făceau parte dintr-o istorie mai largă a abuzării africanilor pentru experimente și făceau ecoul acțiunilor anterioare ale antropologilor germani care furau schelete și cadavre din cimitire africane și le aduceau în Europa pentru cercetare sau vânzare. Se estimează că 3000 de cranii au fost trimise în Germania pentru studiu. În octombrie 2011, după 3 ani de discuții, primele cranii urmau să fie returnate în Namibia pentru înmormântare. Alte experimente au fost făcute de doctorul Bofinger, care i-a injectat pe prizonierii de război Herero suferinzi de scorbut cu diverse substanțe, inclusiv arsenic și opiu. Ulterior, a cercetat efectele acestor substanțe prin efectuarea de autopsii pe cadavre.

### Darwinismul social
Darwinismul social este teoria „că grupurile și rasele umane sunt supuse acelorași legi ale selecției naturale pe care Charles Darwin le percepuse în plante și animale din natură.”[84] Potrivit numeroși istorici, o componentă ideologică importantă a naționalismului german ca dezvoltat de elita intelectuală a fost darwinismul social.[85] A dat un impuls asertivității germane ca putere economică și militară mondială, având ca scop concurența cu Franța și Imperiul Britanic pentru puterea mondială. Stăpânirea colonială germană în Africa 1884-1914 a fost o expresie a naționalismului și a superiorității morale care a fost justificată prin construirea unei imagini a nativilor ca „Altul”. Colonizarea germană a fost caracterizată prin folosirea violenței represive în numele „culturii” și „civilizației”. Tehnicile au inclus genocidul în anumite părți ale Africii.[86] În plus, acceptarea largă în rândul intelectualilor a darwinismului social a justificat dreptul Germaniei de a dobândi teritorii coloniale ca o chestiune de „supraviețuire a celui mai apt”, conform istoricului Michael Schubert.[87][88]

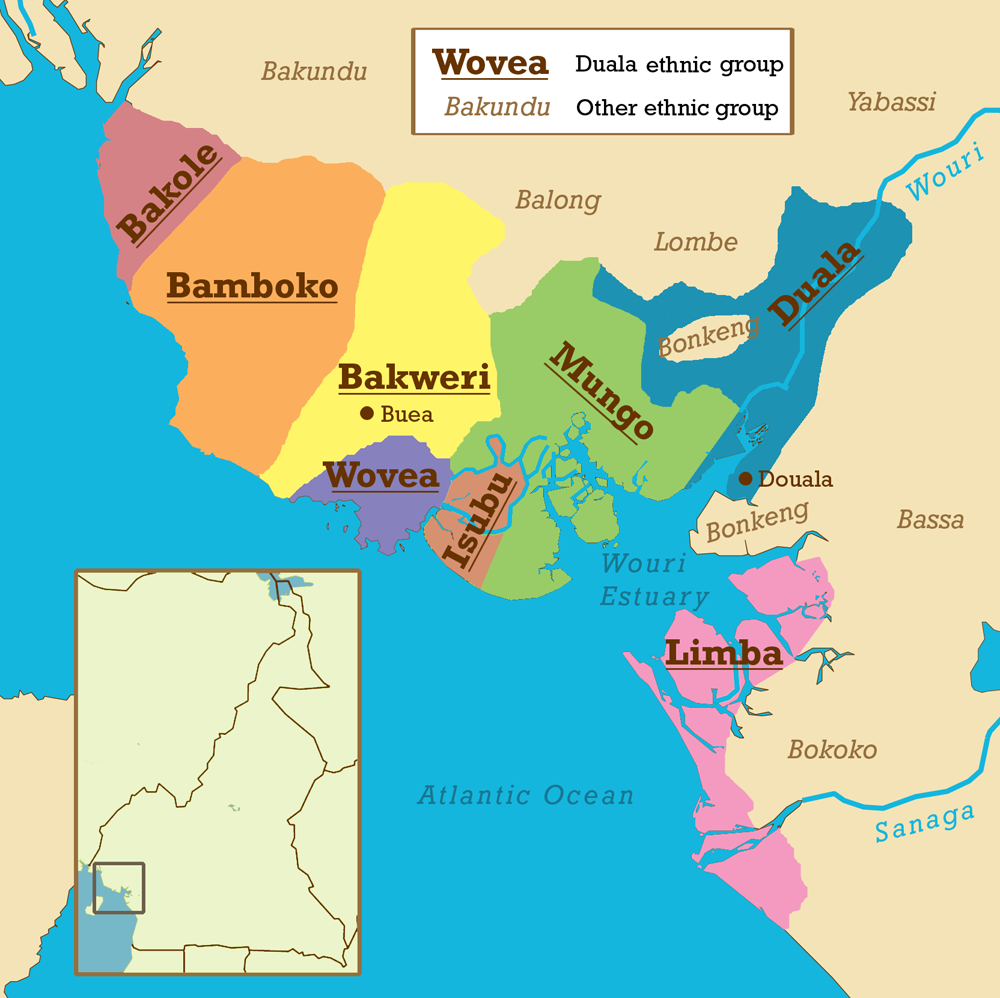
Hartă care arată locația diferitelor grupuri etnice Duala din Camerun
Pe de altă parte, proiectul cultural-misionar al Germaniei se lăuda că programele sale coloniale erau eforturi umanitare și educaționale. Medicii și administratorii germani coloniali au încercat să argumenteze pentru creșterea populației autohtone, pentru a crește și numărul lor de muncitori. Eugene Fischer, antropolog la Universitatea din Freiburg, a fost de acord cu această noțiune, spunând că ar trebui să fie susținute doar dacă este necesar și pe măsură ce se dovedesc a fi utile. Odată ce utilizarea lor dispare, europenii ar trebui să „permită concurența liberă, ceea ce în opinia mea (a lui Fischer) înseamnă dispariția lor”. .[89]
Duala, un grup bantu din Camerun a salutat cu ușurință politicile germane Numărul africanilor vorbitori de germană a crescut în patru colonii germane din Africa de Vest înainte de 1914. Conducerea Duala în 1884 a plasat tribul sub stăpânire germană. Majoritatea s-au convertit la protestantism și au fost educați după linii germane. Oficialii coloniali și oamenii de afaceri i-au preferat ca funcționari ieftini birourilor guvernamentale germane și firmelor din Africa.

## Colonii
| Teritoriu                          | Perioadă  | Suprafață     | Țări actuale |
| ---------------------------------- | --------- | ------------- | --- |
| Deutsch-Westafrika                 | 1896–1918 | 582,200 km²   | Camerun Nigeria Ciad Guinea Republica Centafricană Ghana Togo                                                                    |
| Deutsch-Südwestafrika              | 1884–1918 | 835,100 km²   | Namibia |
| Deutsch-Neu-Guinea șiDeutsch-Samoa | 1884–1918 | 245,861 km²   | Papua Noua Guinee Insulele Solomon Palau Statele Federate ale Micronesiei Nauru Insulele Mariane de Nord Insulele Marshall Samoa |
| Deutsch-Ostafrika                  | 1891–1918 | 995,000 km²   | Burundi Kenya Mozambic Rwanda Tanzania                                                                                           |
| Tsingtau                           | 1898–1914 | 515 km²       | China |
| Total                              |           | 2,658,161 km² | |